# Ophiogomphus incurvatus
Ophiogomphus incurvatus är en trollsländeart. Ophiogomphus incurvatus ingår i släktet Ophiogomphus och familjen flodtrollsländor. IUCN kategoriserar arten globalt som nära hotad.

## Underarter
Arten delas in i följande underarter:
- O. i. alleghaniensis
- O. i. incurvatus